# Programmable Interrupt Controller
PIC, Programowalny Kontroler Przerwań (ang. Programmable Interrupt Controller) – układ scalony, który pomaga mikroprocesorowi obsługiwać żądania przerwań pochodzące z wielu różnych źródeł, takich jak zewnętrzne urządzenia wejścia/wyjścia, które mogą występować jednocześnie. Układ ten może być zaprogramowany do implementacji różnych schematów priorytetów i akceptowania sygnałów przerwań wyzwalanych poziomem lub zboczem. Określa, które przerwanie wymaga obsługi i sygnalizuje mikroprocesorowi poprzez linię INTR, że oczekuje na przerwanie. Kiedy potwierdzenie jest odbierane z mikroprocesora, kontroler umieszcza numer przerwania na szynie danych, a CPU określa adres odpowiedniej procedury obsługi przerwań, a następnie wykonywana jest wymagana procedura obsługi przerwań. W architekturze komputera układy te są zazwyczaj osadzone w układach mostka południowego, których wewnętrzna architektura jest zdefiniowana przez standardy producenta chipsetu.